# Джумаков, Якшибай
Якшибай Джумаков (1921 год — 1981 год) — звеньевой колхоза имени Тельмана Тельманского района Ташаузской области, Туркменская ССР. Герой Социалистического Труда (1957).

## Биография
Родился в 1921 году в крестьянской семье в одном из сельских населённых пунктов современного Болдумсазского этрапа (в советское время — Тельманский район).
Окончил местную начальную школу. С конца 1930-х годов трудился разнорабочим в колхозе имени Тельмана Тельманского района. В последующие годы — механизатор, звеньевой механизированного звена в этом же колхозе.
В 1956 году механизированное звено под его руководством показало высокий результат при сборке хлопка-сырца. Указом Президиума Верховного Совета СССР от 14 февраля 1957 года удостоен звания Героя Социалистического Труда за «выдающиеся успехи в деле развития советского хлопководства, широкое применение достижений науки и передового опыта в возделывании хлопчатника и получение высоких и устойчивых урожаев хлопка-сырца» с вручением ордена Ленина и золотой медали «Серп и Молот» (№ 7083).
Дата смерти не установлена.